# Онджо
Онджо (кор. 온조왕, 溫祚王, Onjo-wang, Onjo-wang; пом. 29) — корейський ван, засновник і перший правитель держави Пекче періоду Трьох держав. Зумів створити могутню династію, правління 31 представника якої тривало 678 років.

## Походження
Існують три теорії щодо походження Онджо. Одна з них каже, що він був третім сином Тонмьонсона, засновника північнокорейської держави Когурьо. Його старшими братами були Юрімьон, другий правитель Когурьо, та Пірюмьон, який заснував невеличку державу в Мічхухолі.
Друга теорія припускає, що він був сином Утае, першого чоловіка матері Онджо. Третя теорія (чи, радше, легенда) стверджує, що його старший брат Пірюмьон народився від Утае, втім Онджо все ж був сином царя Тонмьонсона.

## Правління
Після того, як Юрімьон по смерті батька зайняв трон у Когурьо, його молодші брати вирушили на південь, де заснували власні держави. Держава Пірюмьона проіснувала недовго й після її падіння Онджо приєднав володіння старшого брата до своїх, а новій державі дав ім'я Пекче. Після того столицю було перенесено на південь, втім дослідники вважають, що обидві столиці розташовувались у межах сучасного Сеула. У 8 та 3 роках до н. е. володіння Онджо зазнавали атак з боку племені мохе, втім обидва рази ван на чолі власного війська успішно відбивав напади. 5 року до н. е. Онджо переніс столицю до більш безпечного місця — на південь від річки Хан. Після того він відрядив посланця до правителя племінного союзу Махан, розповівши про стан справ.
На той момент Онджо вже мав плани щодо завоювання Махану та Чінхану. До 7 року його військо вже було готове до воєнних дій. Наступного року Онджо потай перевів свою армію через кордон, вдавши що збирається полювати в місцевих лісах. Дуже скоро практично весь Махан, за винятком двох фортець, був завойований. Та все ж невдовзі мешканці тих фортець добровільно здались на милість Онджо. Правитель Махану, втім, покінчив життя самогубством, залишивши вану Пекче листа, в якому прохав останнього не страчувати його людей. Онджо вшанував останню волю правителя, тому не скривдив жителів Махану.
За правління Онджо кордони Пекче значно розширились і щороку в державі будувались нові фортеці. Після поразки Махану впродовж восьми років панував мир, та 16 року колишній маханський генерал підбурив повстання. Онджо очолив 5-тисячне військо й успішно придушив заколот. 22 року до меж Пекче вторглись племена мохе, втім теж зазнали поразки.

## Смерть
Онджо помер природною смертю 28 року, в 46-й рік свого правління. Трон успадкував його старший син Тару.